# Ноевир
«Ноеви́р», или «Ноэвир» (до 2007 года «Кобе Уинг», яп. 神戸ウイングスタジアム) — стадион в городе Кобе (Япония) был построен в 2001 году, специально к проведению Чемпионата мира по футболу 2002 года. Открыт 1 марта 2001 года. Является домашней ареной футбольного клуба Виссел Кобэ. В рамках финальной стадии чемпионата мира 2002 принимал три матча:
- Матч группового турнира в группе H
  - Сборная России — Сборная Туниса 2:0
- Матч группового турнира в группе F
  - Сборная Швеции — Сборная Нигерии 2:1
- Матч 1/8 финала
  - Сборная Бразилии — Сборная Бельгии 2:0